# Walther Graef (Politiker, 1873)

Walther Graef

Reinhold Victor Walther Graef (* 8. Februar 1873 in Eisenach; † 17. August 1937 ebenda) war ein deutscher Jurist und Politiker (DNVP).

## Leben und Beruf
Graef wurde als Sohn eines Landgerichtspräsidenten geboren. Nach dem Volksschulabschluss und dem Besuch des Carl-Friedrich-Gymnasiums in Eisenach nahm er 1891 ein Studium der Rechtswissenschaften an den Universitäten in Jena, Leipzig und Marburg auf, das er 1894 mit dem ersten juristischen Staatsexamen beendete. Anschließend trat er als Gerichtsreferendar in den preußischen Justizdienst ein. Er bestand 1898 das zweite juristische Staatsexamen, war ab 1900 Amtsrichter in Auma und wurde ein Jahr später in gleicher Funktion nach Apolda versetzt. Ab 1904 war er als Oberamtsrichter in Geisa sowie als Amtsgerichtsrat in Eisenach tätig. Von 1915 bis 1917 arbeitete er beim Landratsamt Eisenach. Später wurde er Landgerichtsdirektor am Landgericht Meiningen.

## Politik
Graef war vor 1918 Mitglied der Wirtschaftlichen Vereinigung und von 1907 bis 1912 für den Reichstagswahlkreis Großherzogtum Sachsen-Weimar-Eisenach 1 Mitglied des Deutschen Reichstages. Nach der Novemberrevolution trat er in die Deutschnationale Volkspartei (DNVP) ein. Bei der Reichstagswahl im Juni 1920 wurde er erneut in den Reichstag gewählt, dem er bis 1933 angehörte. Von 1925 bis 1932 sowie 1933 amtierte er als Vizepräsident des Reichstages.